# وارونگی (ریاضیات گسسته)

به یکی از وارونگی‌های جایگشت فوق اشاره شده‌است. وارونگی یک جایگشت توسط جفت اندیس (۲،۴) یا جفت عناصر (۵،۲) تعیین می‌شود.

در علوم کامپیوتر و ریاضیات گسسته، دنباله‎ای وارونگی دارد که دو عنصر آن از نظم عادی خود خارج هستند. تعداد وارونگی‎های یک جایگشت به ما نشان می‎دهد که آن جایگشت تا چه‎حد از نظم طبیعی(همان ترتیب عادی)خود خارج است.

## تعاریف

### وارونگی
{\displaystyle \pi } را جایگشتی دلخواه درنظربگیرید. اگر در جایگشت {\displaystyle \pi }، {\displaystyle i<j} و {\displaystyle \pi (i)>\pi (j)} باشد، آنگاه جفت اندیس {\displaystyle (i,j)} یا جفت عنصر {\displaystyle {\bigl (}\pi (i),\pi (j){\bigr )}}، یک وارونگی از جایگشت {\displaystyle \pi } نامیده می‌شوند.
وارونگی معمولاً برای جایگشت‌ها تعریف می‌شود، ولی امکان دارد برای دنباله نیز تعریف شود:
{\displaystyle S} را یک دنباله (یا جایگشت Multi Set )درنظر بگیرید. اگر {\displaystyle i<j} و {\displaystyle S(i)>S(j)} باشد، به دو اندیس {\displaystyle (i,j)}   یا دو عنصر {\displaystyle {\bigl (}S(i),S(j){\bigr )}}  وارونگی {\displaystyle S} گفته می‌شود.
برای دنباله‌ها، وارونگی‌ها طبق تعریف مبتنی بر عنصر، یکتا نیستند، زیرا امکان دارد جفت اندیس‌های متفاوت مقادیر یکسانی داشته باشند.
مجموعه وارونگی، مجموعه همه وارونگی‌ها است. مجموعهٔ وارونگی یک جایگشت با توجه به تعریف مبتنی بر مکان، همان است که از معکوس مجموعه وارونگی جایگشت با توجه به تعریف مبتنی بر عنصر به دست می‎آید و بالعکس،  تنها با رد و بدل عناصر از جفت‌ها.

### شماره وارونگی
عدد وارونگی شاخص بارز مجموعه وارونگی است. این یک اندازه‌گیری رایج از مرتب‌سازی یک جایگشت  یا دنباله است. 
عدد وارونگی تعداد برخوردها در نمودار پیکانی جایگشت است،  فاصله Kendall tau آن، از جایگاه اصلی و جمع هر یک از بردارهای مربوط به وارونگی که در زیر تعریف شده‌است.
مهم نیست که از تعریف مبتنی بر مکان یا مبتنی بر عنصر وارونگی برای تعریف عدد وارونگی استفاده شود، زیرا یک جایگشت و معکوس آن دارای تعداد وارونگی‎های یکسانی هستند.
دیگر اندازه‌گیری‌های (پیش-) مرتب‌سازی شامل حداقل تعداد عناصری که می‌توانند از دنباله حذف شوند تا یک دنباله کاملاً مرتب حاصل شود، تعداد و طول «اجراهای» مرتب شده در داخل دنباله، Spearman Footrule (مجموع فاصله‌های هر عنصر از مکان قرارگیری آن پس از مرتب‌سازی) و کمترین تعداد جابجایی مورد نیاز برای مرتب‌سازی دنباله است.  الگوریتم‌های مرتب‌سازی مقایسه استاندارد می‌توانند برای محاسبه تعداد وارونگی در زمان O(n log n) سازگار شوند.

### بردارهای مربوط به وارونگی
سه بردار مشابه در حال استفاده هستند که وارونگی‌های یک جایگشت را در یک بردار خلاصه می‌کنند که آن جایگشت را به‌طور یکتایی مشخص می‌کند. آنها معمولاً بردار وارونگی یا کد لیمر نامیده می‌شوند. (لیستی از منابع در اینجا یافت می‌شود )
این مقاله از اصطلاح بردار وارونگی استفاده می‌کند ({\displaystyle v}) مثل ولفرام. دو بردار باقی مانده گاهی بردار وارونگی چپ و راست نامیده می‌شوند، اما برای پیشگیری از اشتباه گرفتن با بردار وارونگی این مقاله آن‎ها را تعداد معکوس چپ ({\displaystyle l}) و تعداد معکوس راست ({\displaystyle r})می‌نامد.
بعنوان عدد فاکتوریل تعبیر شده‌است. تعداد وارونگی سمت چپ جایگشت‌ها، شاخصreverse colexicographic و تعداد وارونگی سمت راست آن‎ها، شاخص lexicographic را در اختیار ما قرار می‌دهد.

نمودار روته

بردار وارونگی ({\displaystyle v}) : با توجه به تعریف مبتنی بر عنصر، {\displaystyle v(i)} همان تعداد وارونگی‌هایی است که مؤلفه کوچکتر (سمت راست) آن‎ها {\displaystyle i} است. 
{\displaystyle v(i)} تعداد عناصر موجود در {\displaystyle \pi } است که از {\displaystyle i} بزرگترند و قبل از {\displaystyle i} قرار دارند.
{\displaystyle v(i)~~=~~\#\{k\mid k>i~\land ~\pi ^{-1}(k)<\pi ^{-1}(i)\}}
تعداد معکوس سمت چپ ({\displaystyle l}) : با تعریف مبتنی به مکان، {\displaystyle l(i)} تعداد وارونگی‌هایی است که مؤلفه بزرگتر (راست) آن‎ها {\displaystyle i} است.
{\displaystyle l(i)} تعداد عناصر موجود در {\displaystyle \pi } بزرگتر از {\displaystyle \pi (i)} قبل از {\displaystyle \pi (i)} .
{\displaystyle l(i)~~=~~\#\left\{k\mid k<i~\land ~\pi (k)>\pi (i)\right\}}
تعداد معکوس سمت راست ({\displaystyle r}) : (اغلب به نام کد لیمر خوانده می‌شود)
با تعریف مبتنی بر مکان، {\displaystyle r(i)} تعداد وارونگی‌هایی است که مؤلفه کوچکتر (سمت چپ) آنها {\displaystyle i} است.
{\displaystyle r(i)} تعداد عناصری است که در {\displaystyle \pi } قرار دارند، از {\displaystyle \pi (i)} کوچکترند و بعد از {\displaystyle \pi (i)} قرار گرفته‌اند.{\displaystyle r(i)~~=~~\#\{k\mid k>i~\land ~\pi (k)<\pi (i)\}}
{\displaystyle v} و {\displaystyle r}، هردو را می‌توان به کمک نمودار روته یافت؛ که یک ماتریس جابگشت، با ۱هایی است که توسط نقاط نشان داده می‌شوند و یک وارونگی (که اغلب توسط یک صلیب نمایش داده می‌شود) در هر موقعیتی که دارای نقطه ای در سمت راست و زیر آن است، مشخص می‌شود. {\displaystyle r(i)} مجموع وارونگی‌های موجود در ردیف i ام نمودار روته است، در حالی که {\displaystyle v(i)} مجموع وارونگی‌های موجود در ستون i ام نمودار روته است. ماتریس جایگشت معکوس، ترانهاده شده ماتریس اولیه است بنابراین مؤلفه {\displaystyle v} یک جایگشت، مؤلفه {\displaystyle r} معکوس آن می‌باشد و بلعکس.

### مثال: همه جایگشت‌های چهار عنصر

شش وارونگی محتمل یک جابه جایی با ۴ عنصر

جدول مرتب‌سازی زیر ۲۴ جایگشت حاصل از چهار عنصر با مجموعه‌های وارونگی مکان محور آنها، بردارهای مربوط به وارونگی و اعداد وارونگی را نشان می‌دهد. (ستون‌های کوچک بازتاب ستون‌هایی هستند که در کنار آنها قرار دارند و می‌توان از آنها برای مرتب کردنشان به ترتیب colexicographic استفاده کرد)
مشاهده می‌شود که {\displaystyle v} و {\displaystyle l} همیشه ارقام مشابهی دارند و این {\displaystyle l} و {\displaystyle r} هر دو مرتبط به مجموعه وارونگی مکان محور هستند. عناصر غیرمستقیم {\displaystyle l} جمع نمودارهای نزولی مثلث نمایش داده شده و همین موارد از {\displaystyle r} جمع نمودارهای صعودی آن هستند. (جفت‌های موجود در نمودارهای نزولی دارای مؤلفه‌های راست ۲، ۳، ۴ مشترک هستند، در حالی که جفت‌های موجود در نمودارهای صعودی دارای مؤلفه‌های چپ ۱، ۲، ۳ مشترک هستند). )
ترتیب پیش فرض جدول، ترتیب reverse colexicographic جایگشت {\displaystyle \pi } است، که همان ترتیب colexicographic  {\displaystyle l} است. ترتیب lexicographic  {\displaystyle \pi }، همان ترتیب lexicographic  {\displaystyle r} است.

#### ترتیب lexicographic:[۱۳]
در ریاضیات ترتیب lexicographic یا (ترتیب الفبایی) نوعی سازماندهی است که در آن کلمات به‎ترتیب الفبایی براساس ترتیب الفبایی حروف تشکیل دهنده‎ی آن‎ها مرتب می‎شوند. همچنین اگر طول دو کلمه باهم متفاوت بود کلمه با طول کمتر اولویت پیدا می‎کند. این نوع سازمان‎دهی به‎صورت کلی در مورد دنباله‎هایی به‎کار می‎روند که
اعضای آن‎ها متناهی باشند و از یک جامعه خاص و متناهی انتخاب شوند که به این جامعه الفبا گفته می‎شود. در مباحث علوم کامپیوتر چنین دنباله‎هایی به‎اصطلاح رشته‎ای از کاراکترها یا ارقام نامیده می‎شوند. به‎طوز مثال با این ترتیب داریم : 25 < 34

#### ترتیب colexicographic
این ترتیب به‎طریقی در مقابل ترتیب lexicographic قرار دارد. چون در ترتیب lexicographic به‎دنبال اولین رقم از سمت چپ می‎باشیم که با رقم در همین جایگاه از یک دنباله
دیگر متفاوت باشد اما در ترتیب colexicographic، ما به‎دنبال آخرین رقم از سمت چپ (اولین رقم از سمت راست) می‎باشیم که با رقم موجود در همین جایگاه از دنباله دیگر
متفاوت باشد. به‎طور مثال با ترتیب colexicographic داریم : 34 < 25

## ترتیب ضعیف جایگشت

جایگشتی از گروه متقارن S _{4}

مجموعه جایگشت‌های n مورد، می‌تواند ساختار یک دستورالعمل جزئی را بدهد، که ترتیب ضعیف جایگشت‌ها نامیده می‌شود، و یک شبکه تشکیل می‌دهد.
نمودار هسه مجموعه‌های وارونگی که توسط رابطه زیرمجموعه ای مرتب شده، اسکلت یک permutohedron را تشکیل می‌دهد.
اگر یک جایگشت به هر مجموعه وارونگی، با استفاده از تعریف مبتنی بر مکان اختصاص داده شود، نظم حاصل از جایگشت‌ها، همان permutohedron است، که در آن یک لبه مربوط به مبادله دو عنصر با مقادیر متوالی است. این ترتیب ضعیف جایگشت است. اگر یک جایگشت به هر مجموعه وارونگی با استفاده از تعریف مبتنی بر مکان تخصیص داده شود، نظم حاصل یک گراف Cayley خواهد بود، که در آن یک لبه مربوط به تعویض دو عنصر موجود در مکان‌های متوالی است. این نمودار Cayley از یک گروه متقارن، مشابه با permutohedron است، اما با جایگزینی هر جایگشت با معکوس آن حاصل می‌شود.

### کتابشناسی منبع
- Aigner, Martin (2007). "Word Representation". A course in enumeration. Berlin, New York: Springer. ISBN 3-642-07253-4.
- Barth, Wilhelm; Mutzel, Petra (2004). "Simple and Efficient Bilayer Cross Counting". Journal of Graph Algorithms and Applications. 8 (2): 179–194. doi:10.7155/jgaa.00088.
- Bóna, Miklós (2012). "2.2 Inversions in Permutations of Multisets". Combinatorics of permutations. Boca Raton, FL: CRC Press. ISBN 1-4398-5051-8.
- Comtet, Louis (1974). "6.4 Inversions of a permutation of [n]". Advanced combinatorics; the art of finite and infinite expansions. Dordrecht,Boston: D. Reidel Pub. Co. ISBN 9027704414.
- Cormen, Thomas H.; Leiserson, Charles E.; Rivest, Ronald L.; Stein, Clifford (2001). Introduction to Algorithms (2nd ed.). MIT Press and McGraw-Hill. ISBN 0-262-53196-8.
- Gratzer, George (2016). "7-2 Basic objects". Lattice theory. special topics and applications. Cham, Switzerland: Birkhäuser. ISBN 3-319-44235-X.
- Knuth, Donald (1973). "5.1.1 Inversions". The art of computer programming. Addison-Wesley Pub. Co. ISBN 0-201-89685-0.
- Mahmoud, Hosam Mahmoud (2000). "Sorting Nonrandom Data". Sorting: a distribution theory. Wiley-Interscience series in discrete mathematics and optimization. Vol. 54. Wiley-IEEE. ISBN 978-0-471-32710-3.
- Pemmaraju, Sriram V.; Skiena, Steven S. (2003). "Permutations and combinations". Computational discrete mathematics: combinatorics and graph theory with Mathematica. Cambridge University Press. ISBN 978-0-521-80686-2.
- Vitter, J.S.; Flajolet, Ph. (1990). "Average-Case Analysis of Algorithms and Data Structures".  In van Leeuwen, Jan (ed.). Algorithms and Complexity. Vol. 1 (2nd ed.). Elsevier. ISBN 978-0-444-88071-0.

### اقدامات تبلیغاتی
- Mannila, Heikki (1984). "Measures of presortedness and optimal sorting algorithms". Lecture Notes in Computer Science. 172: 324–336. doi:10.1007/3-540-13345-3_29.
- Estivill-Castro, Vladimir; Wood, Derick (1989). "A new measure of presortedness". Information and Computation. 83 (1): 111–119. doi:10.1016/0890-5401(89)90050-3.
- Skiena, Steven S. (1988). "Encroaching lists as a measure of presortedness". BIT. 28 (4): 755–784. doi:10.1007/bf01954897.